# Cagliari (stad)
Cagliari is de hoofdstad van de gelijknamige metropolitane stadsregio en van het eiland Sardinië.
Voor de oprichting van de metropolitane stad was het de hoofdstad van de provincie Cagliari. Dicht bij de stad ligt het vliegveld ("Cagliari-Elmas") en de stad heeft een belangrijke haven. De volgende frazioni maken deel uit van de gemeente: Pirri, Poetto, Giorgino.
Cagliari heet Casteddu (letterlijk, het kasteel) in het Sardisch. De stad heeft ongeveer 165.000 inwoners, of ongeveer 478.000 inclusief de buitenwijken (Elmas, Pirri, Monserrato, Selargius, Quartucciu, Quartu Sant'Elena). Het is een universiteitsstad.

## Geschiedenis

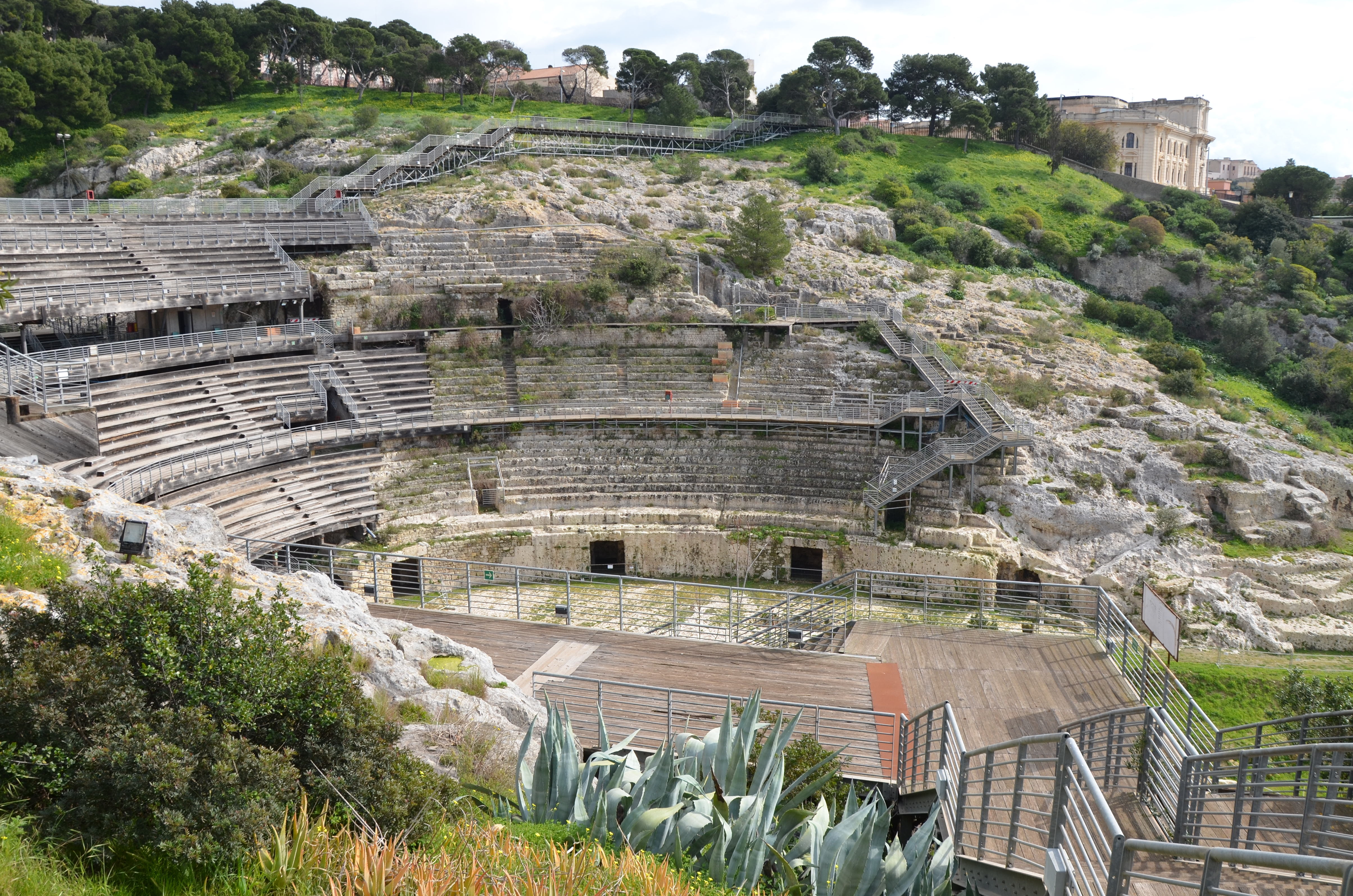
Romeins theater

Onder de naam Karalis was het een van een groep Fenicische handelskolonies in Sardinië, waar ook Sulcis, Nora, en Tharros deel van uitmaakten, en die gesticht was vanuit Tyrus in de 7e eeuw v.Chr. Met de rest van het eiland ging de macht eerst over naar Carthago en vervolgens naar Rome, in 238 v.Chr., toen de Romeinen de Carthagers overwonnen. Later werd de stad achtereenvolgens kort overheerst door de Vandalen, het Byzantijnse Rijk, Genua, Pisa, Aragon (na de slag bij Lucocisterna  in 1324 tijdens de Catalaanse overheersing heette de stad Càller), Spanje en zeer kort de Oostenrijkse Habsburgers. Het viel in 1720 onder het Huis van Savoye. Vanaf de jaren 1870, na de eenwording van Italië, maakte de stad een eeuw lang een snelle groei door.

## Cultuur

### Bezienswaardigheden
Het oude gedeelte van de stad, dat het Castello (kasteel) heet, ligt aan de top van een heuvel, met een mooi uitzicht op de Golf van Cagliari. De meeste stadsmuren zijn nog intact, en er bevinden zich twee torens uit de 11e eeuw na Chr., daterend uit het tijdperk van de overheersing door Pisa. Deze torens beschermen de twee ingangen van de stad.
In het Castello kan men de kathedraal bezichtigen, alsmede het paleis van de provinciale overheid, dat voor 1900 het paleis van de gouverneur van het eiland was. Een andere bezienswaardigheid is het Sardijns archeologisch museum, het grootste en belangrijkste museum van het eiland wat betreft de prehistorische  Nuragische beschaving van Sardinië.
Een lijstje met de belangrijkste bezienswaardigheden:
- Kathedraal Santa Maria
- Basiliek San Saturnino
- Romeins theater
- Botanische tuin
- Cittadella dei Musei

### Sport
Cagliari is de thuisstad van de voetbalclub Cagliari Calcio, winnaar van het kampioenschap van de Italiaanse liga in 1970, toen het team werd aangevoerd door een van de grootste Italiaanse doelpuntenmakers die er ooit geweest zijn, Gigi Riva. Cagliari was speelstad tijdens het WK voetbal 1990. De wedstrijden werden gespeeld in het inmiddels gerenoveerde Stadio Sant'Elia.

## Zustersteden
- Buenos Aires, Argentinië
- Biella, Italië
- Padua, Italië
- Pisa, Italië
- Vercelli, Italië
- Nanyuki, Kenia

## Geboren in Cagliari
- Maria Christina van Savoye (1812-1836), Koningin der Beide Siciliën
- Nanni Loy (1925-1995), filmregisseur, scenarist en acteur
- Luigi De Magistris (1926-2022), kardinaal en titulair aartsbisschop
- Pier Angeli (1932-1971), actrice
- Marisa Pavan (1932-2023), actrice
- Oliviero Diliberto (1956), politicus
- Caterina Murino (1977), actrice
- Alberto Loddo (1979), wielrenner
- Andrea Cossu (1980), voetballer
- Paolo Zanzu (1984), klavecimbelspeler
- Marco Carta (1985), zanger
- Nicola Murru (1994), voetballer
- Nicolò Barella (1997), voetballer
- Dalia Kaddari (2001), atleet

## Galerij

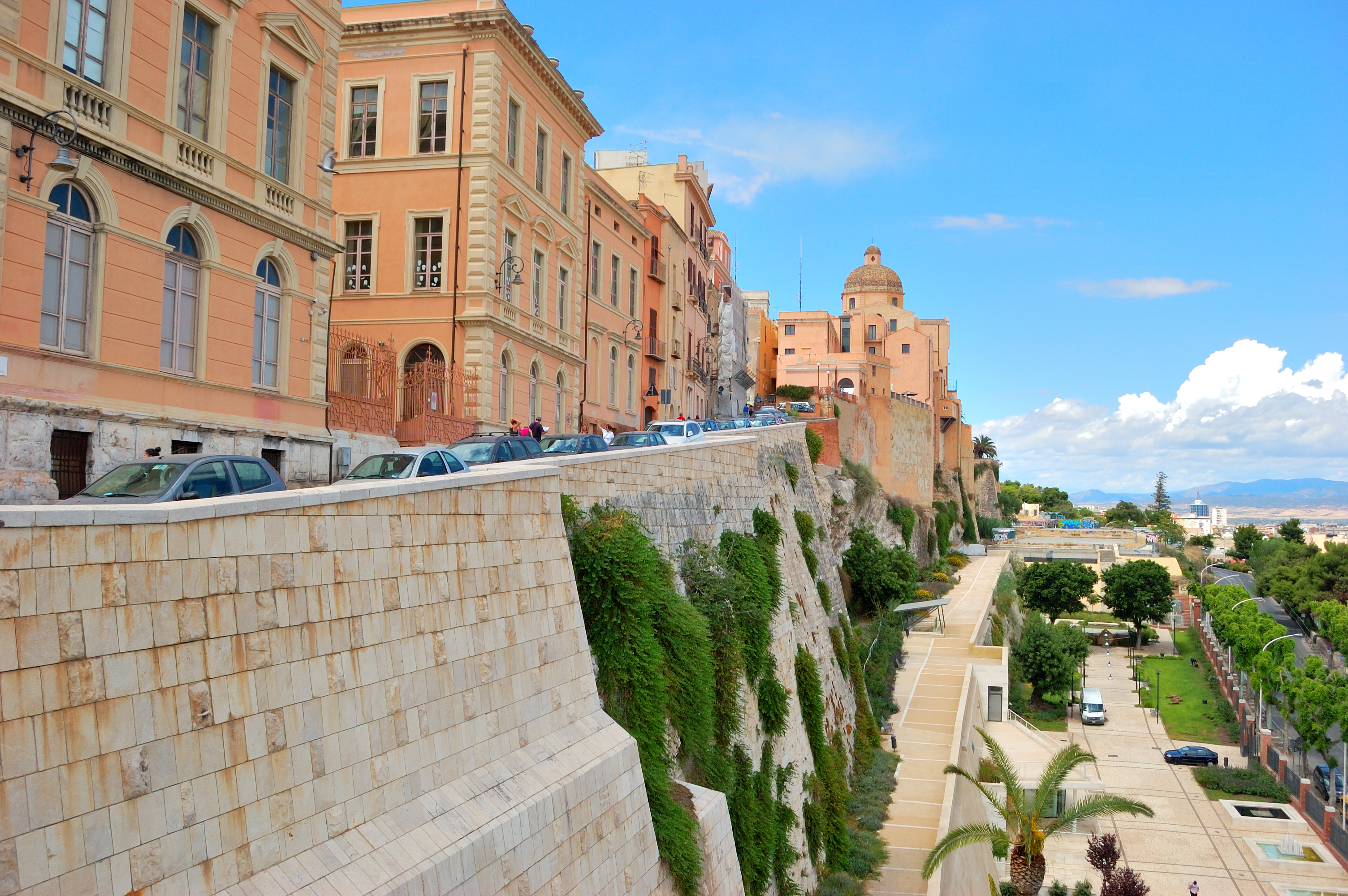
Barrio Castello
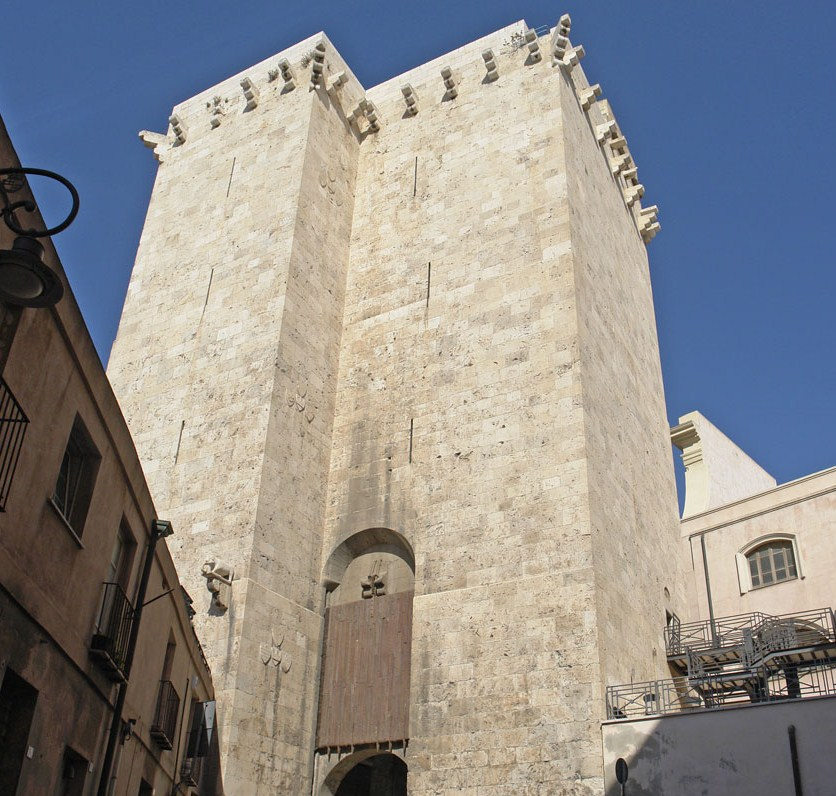
Torre dell' Elefante
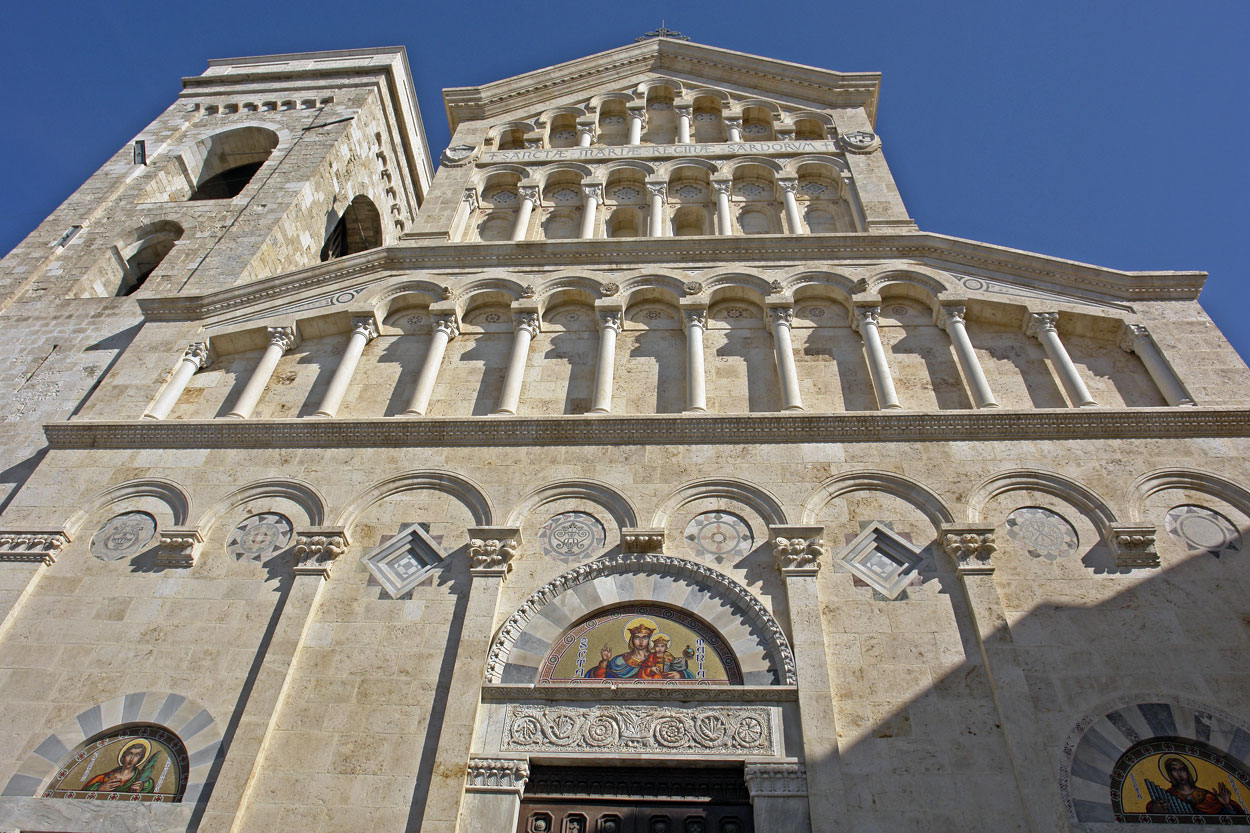
Kathedraal van Cagliari
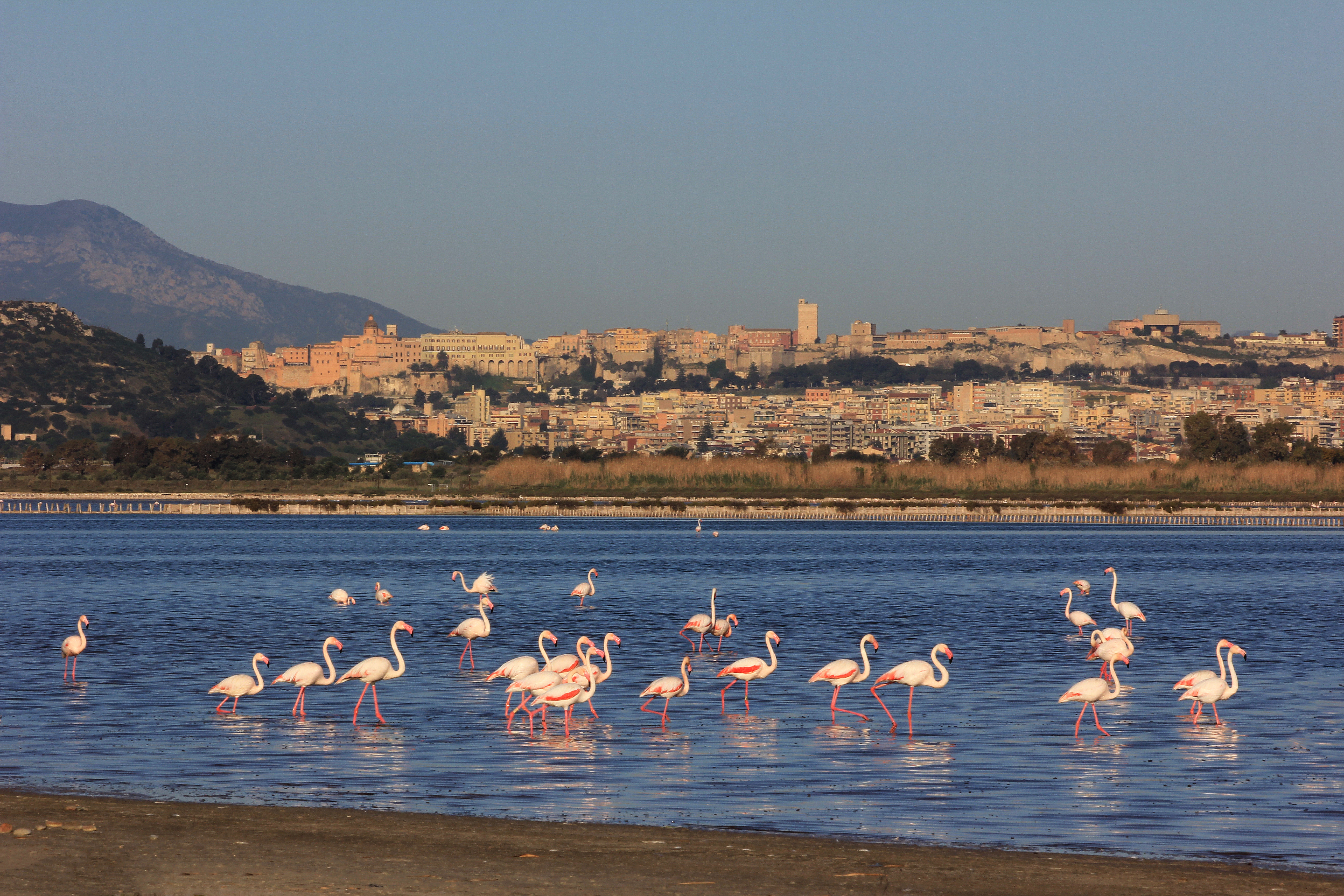
Regionaal Park Molentargius–Saline (Cagliari op achtergrond)